# Хьольо
Хьольо (на шведски: Hölö) е малък град в лен Стокхолм, източната част на централна Швеция, община Сьодертеле. Намира се на около 60 km на югозапад от централната част на столицата Стокхолм и на 18 km на югозапад от общинския център Сьодертеле. Има жп гара. Населението на града е 1522 жители, по приблизителна оценка от декември 2017 г.